# دبليو دبليو إي تو كي 19
دبليو دبليو إي تو كي 19 (بالإنجليزية: WWE 2K19)‏، هي لعبة فيديو من نوع رياضة مصارعة الحرة، صدرت في 5 أكتوبر 2018، وتعمل على منصات بلاي ستيشن 4، إكس بوكس ون ومايكروسوفت ويندوز.

## المواقع الخارجية
- الموقع الرسمي